# Liste des archevêques de San Francisco
Liste des archevêques de San Francisco
L'archidiocèse de San Francisco (Archidioecesis Sancti Francisci) est créé le 29 juillet 1853, par détachement du diocèse de Monterey, sans être constitué au préalable en simple évêché.

## Archevêques
- 29 juillet 1853-28 décembre 1884 : Joseph Ier Alemany y Conill (en) (Joseph Sadoc Alemany y Conill)
- 21 décembre 1884-† 27 décembre 1914 : Patrick William Riordan (en) (Patrick William Riordan)
- 1er juin 1915-2 mars 1935 : Edward Hanna (Edward Joseph Hanna)
- 2 mars 1935-† 15 octobre 1961 : John Ier Mitty (John Joseph Mitty)
- 19 février 1962-16 février 1977 : Joseph II McGucken (Joseph Thomas McGucken)
- 16 février 1977-27 décembre 1995 : John Raphaël Quinn
- 27 décembre 1995-13 mai 2005 : William Levada (William Joseph Levada)
- 15 décembre 2005-27 juillet 2012 : George Hugh Niederauer (en) (George Hugh Niederauer)
- depuis le 27 juillet 2012 : Salvatore Cordileone (Salvatore Joseph Cordileone)

## Source
- (en) L'Annuaire Pontifical, sur Catholic-Hierarchy